# 日高神社
日高神社（ひたかじんじゃ）は、岩手県奥州市水沢に鎮座する神社。旧社格は郷社。
重要文化財の本殿や、日高火防祭で知られる。

## 名称

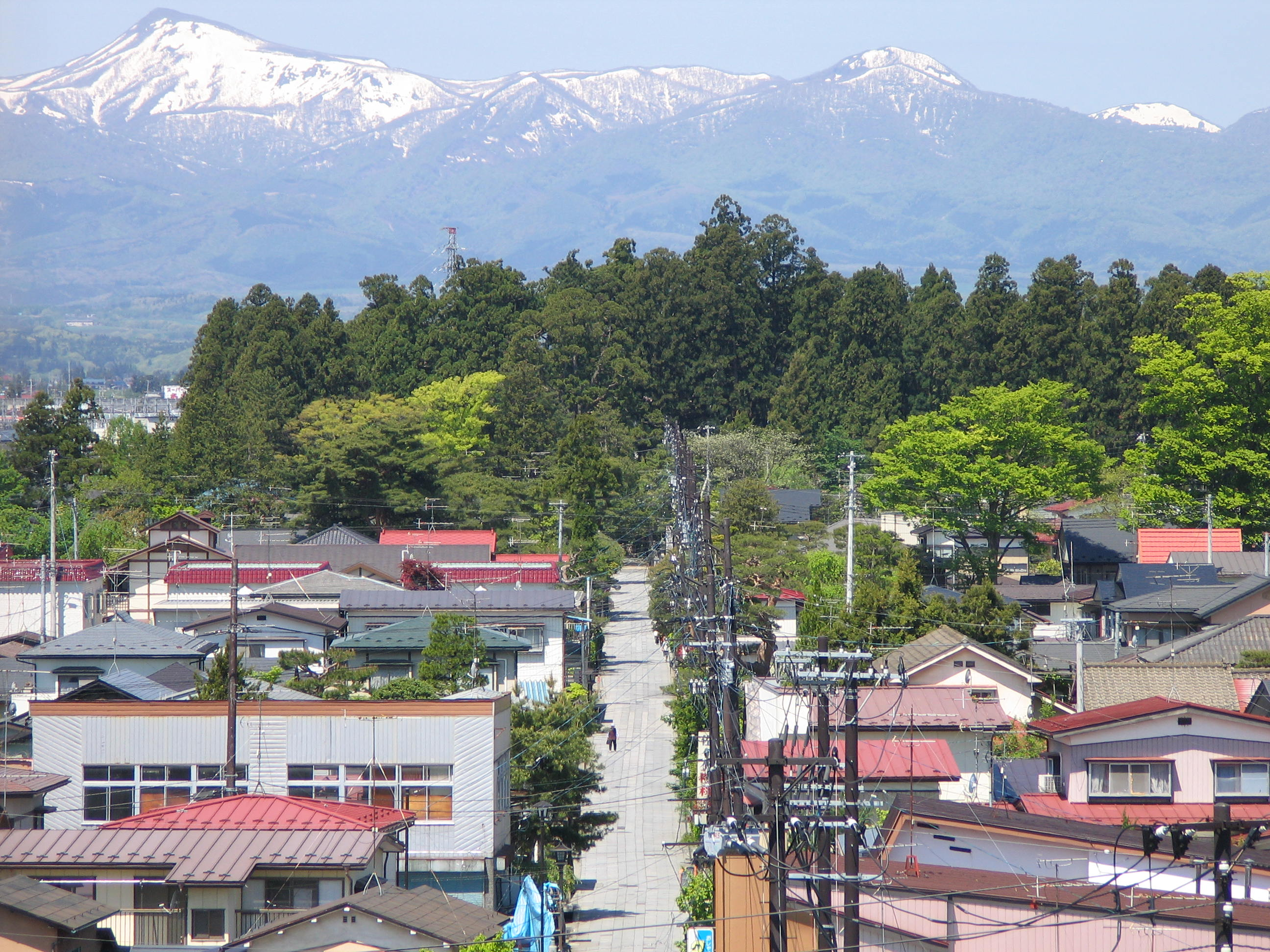
日高神社鎮守の森と参道の日高小路

名称には諸説あり、この地が古来より日高見国と呼ばれ、日高見国勢力の中心地であったことや、前九年の役の折に源頼義が祈祷したところ、雨が急に止み日が高く昇り、未の刻（午後2時ごろ）に安倍貞任を討ったことに因むとされる。
妙見菩薩を祀る宮として「日高妙見」や「日高妙見宮」とも呼ばれている。

## 祭神
天之御中主神、火産霊神、大年神、御年神、若年神、水波乃売神、大国主神、倉稲魂神の8柱を祀る。因みに天之御中主神は妙見菩薩と習合する事の多い神である。

## 歴史

### 創建伝承
日高神社の創建は弘仁元年（810年）に第52代嵯峨天皇の勅命によりこの地に勧請した事が始まりとされる。この地の首魁であったアテルイが降服し、延暦21年（802年）に胆沢城が坂上田村麻呂によって造営されてから8年後の創建となり、日高見国の信仰を継承する形で中央政府の神々を祀る胆沢鎮守府の神社にされてきたと推測されている。

### 平安時代以降
征夷大将軍源頼義・義家父子が前九年と後三年両度の役で戦勝祈願に訪れたと伝えられており、伊沢氏（後の留守氏）を始めとする東北鎮護の国司、奥州藤原氏、伊達氏などから崇敬を受ける。
嘉応2年（1170年）には藤原秀衡が再造させている。慶長年間（16世紀末）には伊達政宗が再興させ、社領の寄進と社殿の造営を行い、参拝の記録も残る。寛永9年（1632年）現社殿を初代水沢城主留守宗利（伊達宗利）が改築している。

### 近代
明治2年（1869年）胆沢県が置かれると、同4年には県の総社として郷社に列した（郷社の社格は昭和21年（1946年）の神社制度の改廃により消滅している）。

## 祭祀
春の例祭4月22日、夏の例祭８月２２日。春の例祭はかつては陰暦正月22日に行われ、当日は防火を祈る火防祭（ひぶせまつり）が併せて行われたが、火防祭は現在４月最終土曜日に本祭が行われている。
火防祭は水沢城主伊達宗景が江戸在府中に明暦の大火を体験した事から帰国後に消防隊を組織し、日高神社の「日」を火に、境内社瑞山（みずやま）神社の「瑞（みず）」を水に通じるとして両社に火防の祈願をしたのが始まりといい、県無形民俗文化財の日高囃子（ひたかばやし）という囃子を奏でながら囃子屋台が城下を練り歩く（詳しくは「日高火防祭」参照）。

## 社殿

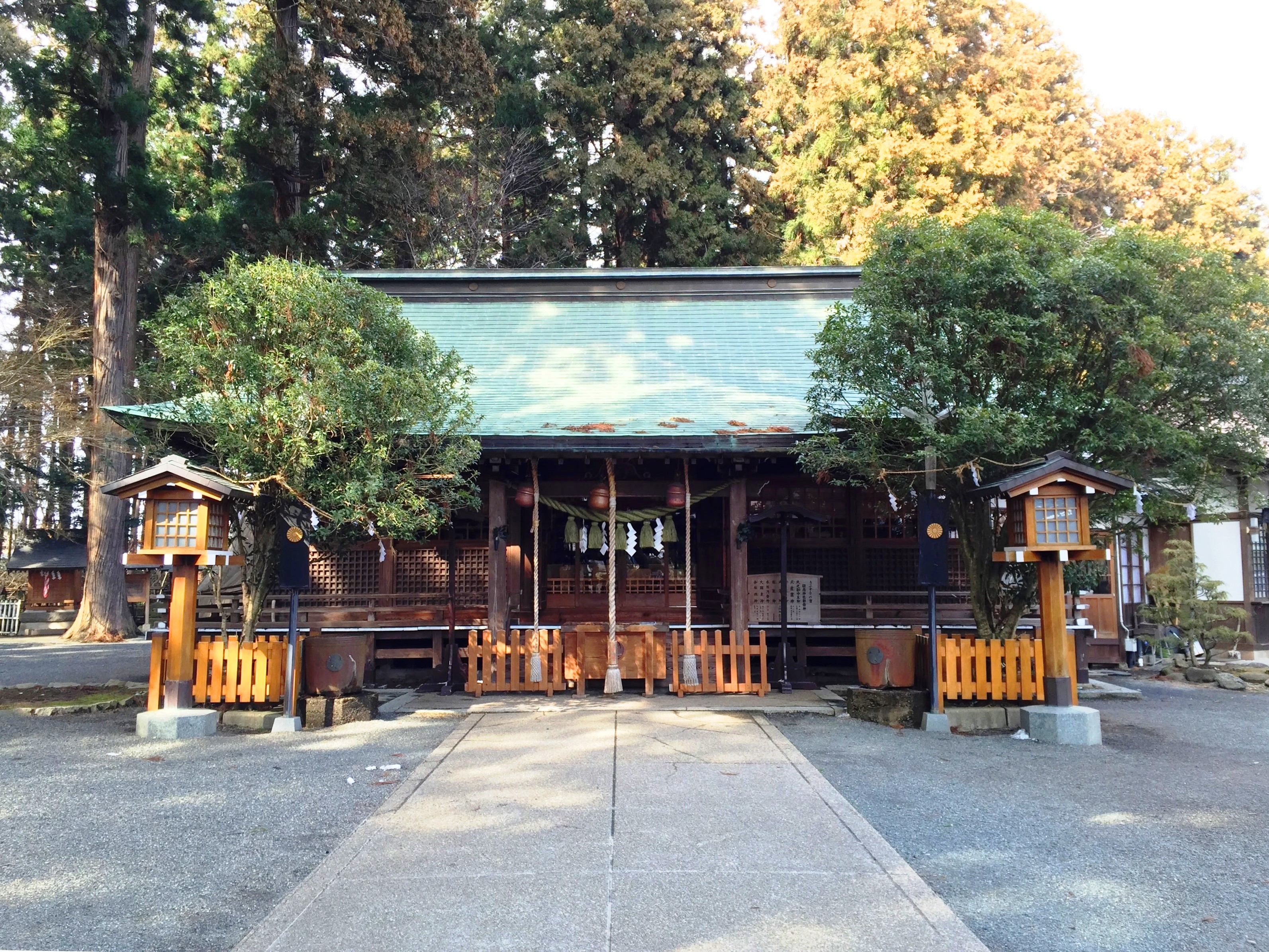
日高神社拝殿

本殿は三間社流造銅板葺（もと茅葺）。寛永9年（1632）の留守宗利による改築と伝え、蟇股や台輪、向拝の頭貫等に特色ある形式が見られるとともに岩手県下では江戸時代前期に遡る数少ない神社本殿であり、また独特の虹梁と蟇股等には室町時代の手法もうかがわれる事から、県下における神社建築の歴史を知る上でも貴重とされる。平成2年（1990年）に国の重要文化財に指定された。
本殿には幣殿と拝殿が接続するが、これらは昭和24年（1949年）の造替。その他、昭和39年落成の神楽殿等がある。

## 境内社

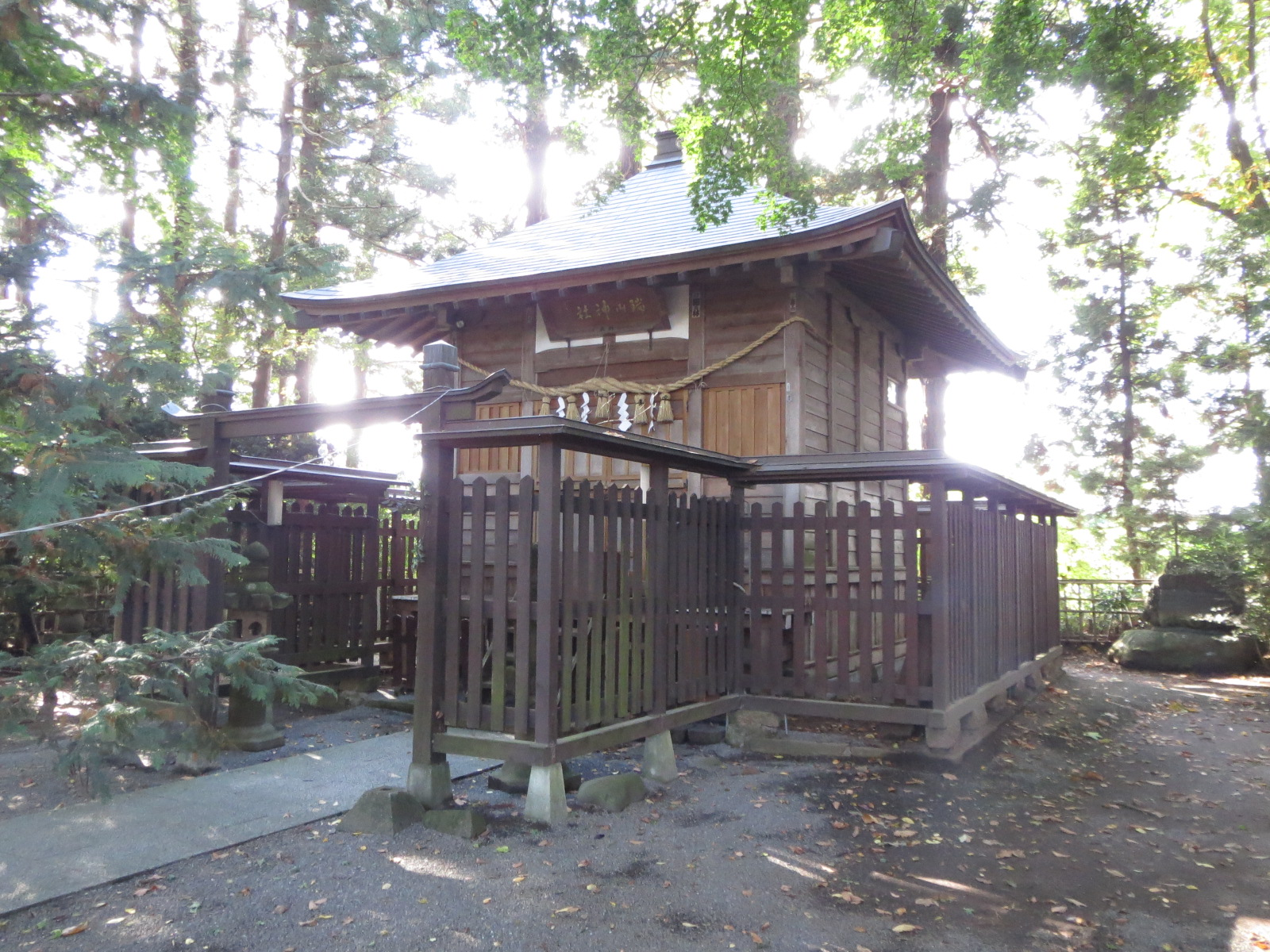
瑞山神社（2018年10月）

瑞山神社 (祖霊社)
留守氏代々の祖霊社で歴代の当主ほかを祀る。留守氏が岩切城（宮城県仙台市宮城野区岩切）にいた頃に岩切の志波彦神社境内に一社を建立して初代伊沢家景以来の霊を祀って保栄堂と称し、その後留守氏が寛永6年（1629年）に伊達家重臣として水沢を所有したのを機に保栄堂を移したもの。宝形造の覆屋の中に寛永15年（1638年）の建築である方1間入母屋造妻入杮葺の本殿が建つ。全面に彩色を施して黒漆の下地に金泥で輪繋ぎ文様や亀甲文を画く等装飾性に優れ、軒下の琵琶板に密陀絵と推定されるもので装飾を施すのも珍しく、昭和47年（1972年）に県有形文化財に指定された。

## 境内

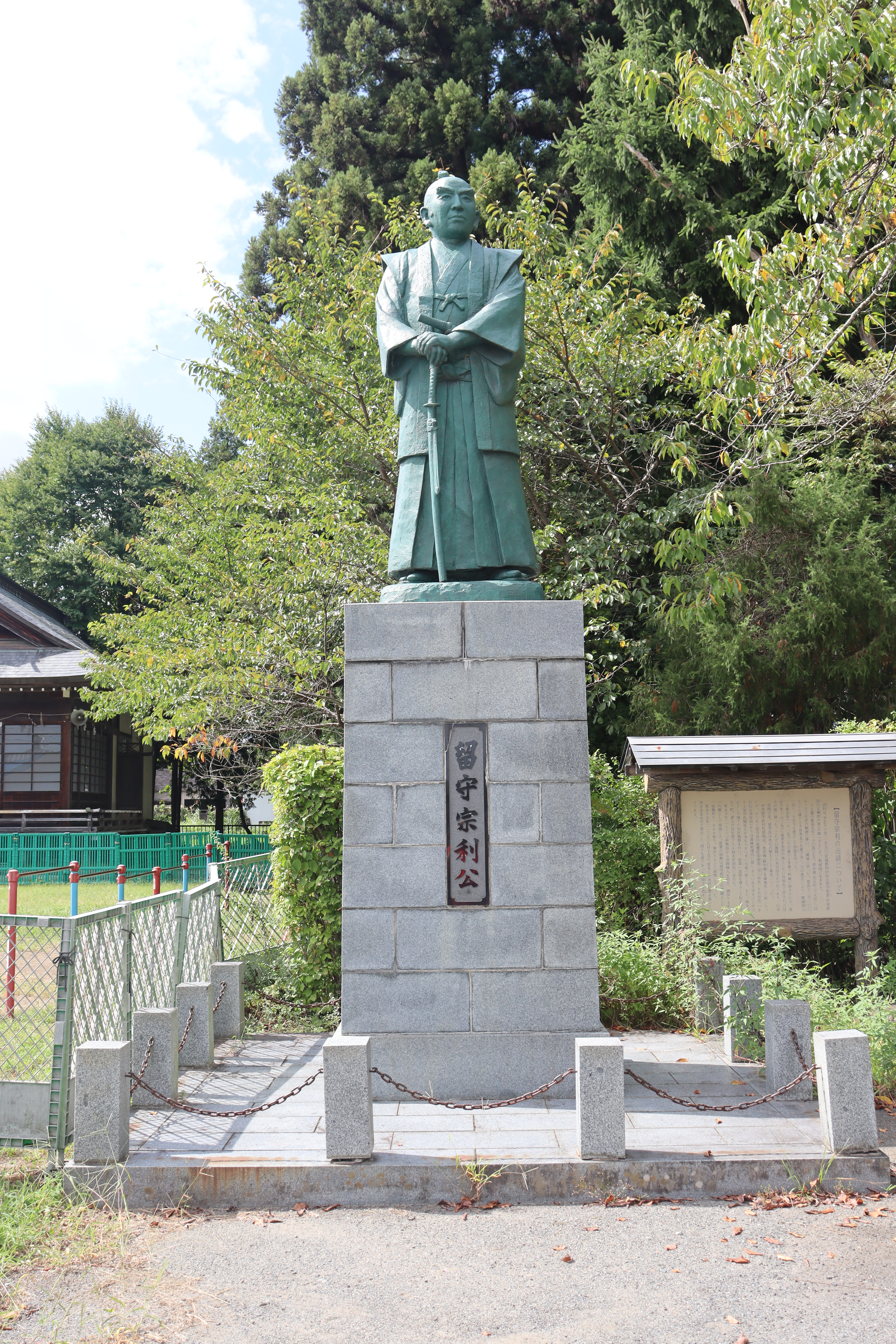
留守宗利の銅像

1,518坪（約5,000平米）の境内には寛文8年（1668年）5月初3日の紀年銘を有す石燈籠（市有形文化財）や、水沢城主の留守宗利（初代）、宗直（2代）父子の墓所（市史跡）、源義家が安倍貞任を討った太刀を洗った場所と伝わる「太刀洗川の碑」（別名・勝負川）、昭和49年9月に建立された留守宗利の銅像等がある。

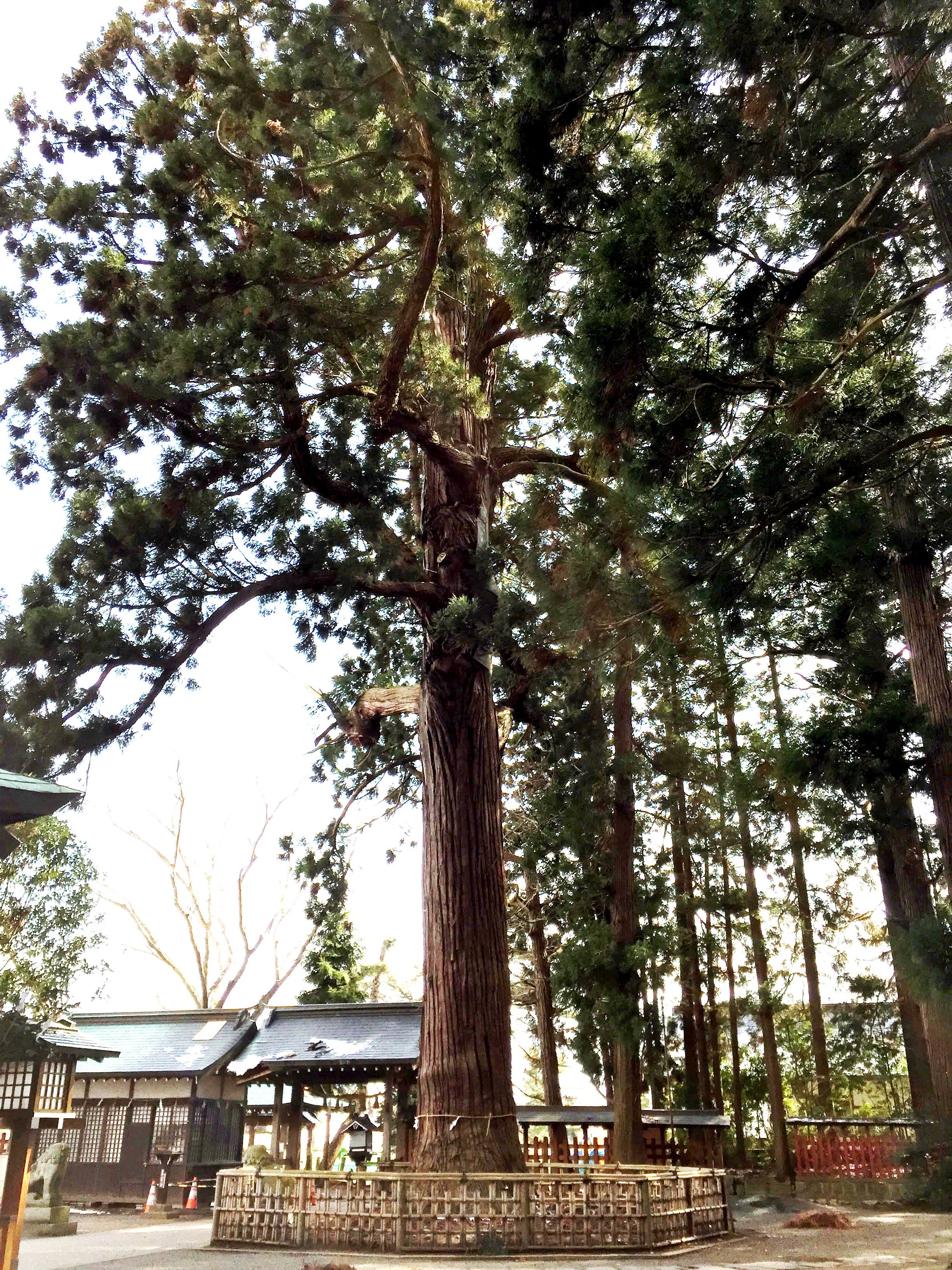
姥杉(義家杉)

また姥杉（うばすぎ）と呼ばれる2本の杉が聳える。1本は前九年の役で安倍一族を征討した事を祝す宴が開かれた際に、源義家が使った杉の箸を地面に刺したものが根付いて巨木になったという伝説があり、そこから別名「義家杉」とも呼ばれる。樹高24メートル、目通り幹囲5.8メートル、推定樹齢は約550年以上（文化財指定当時）。昭和32年に市の天然記念物に指定され、もう1本も同47年に市の天然記念物に指定されている。

## 文化財
（括弧内は指定の種別と年月日）
重要文化財（国指定）
- 本殿（建造物、平成2年9月11日）

岩手県指定文化財
- 瑞山神社（祖霊社）（有形（建造物）、昭和47年10月27日）
- 火防祭の日高囃子（ひたかばやし）（無形民俗、昭和38年12月24日）

奥州市指定文化財
- 石燈籠6基（有形、昭和49年4月1日）
- 留守家墓所（史跡、昭和49年4月1日）
- 姥杉2本（天然記念物、昭和32年3月30日・同47年4月1日）

## その他
- 胆江地区神楽大会（昭和34年から神楽殿で開催されている）
- 宮沢賢治（校本全集4『春と修羅』詩稿補遺に日高神社の別当が登場する）
- 同じ敷地内に認定こども園日高ななつ星（旧日高幼稚園・日高さくら保育園）がある。